# Grosser Schweizer Sennenhund
Der Grosse Schweizer Sennenhund ist eine von der FCI anerkannte Hunderasse aus der Schweiz (FCI-Gruppe 2, Sektion 3, Standard Nr. 58).

## Herkunft und Geschichtliches
Im Jahr 1908 entdeckte der Schweizer Kynologe Albert Heim auf einer Ausstellung einen grossen Berner Sennenhund mit kurzem Haar. Er definierte auf dieser Grundlage eine eigene Rasse und gab ihr den Namen „Grosser Schweizer Sennenhund“.
Vielfach wird in der gängigen Literatur eine Herkunft angenommen, die bei den Tibetanischen Doggen beginnt und bei den römischen Molossern endet; alles hat einer wissenschaftlichen Überprüfung nicht standgehalten. Grund für diese Behauptung war die Mode um die Wende zum 20. Jahrhundert, jahrhundertealte Stammbäume zu erstellen. Archäologische Funde zeigen, dass es seit etwa 4000 v. Chr. Hunde auf Schweizer Gebiet gab und dass diese schon um 1000 bis 600 v. Chr. Sennhundgrösse erreichten.

## Beschreibung
Grosse Schweizer Sennenhunde sind mit ihrer Grösse von bis zu 72 cm und einem Gewicht von bis zu 60 kg grosse, kräftige Hunde und die grösste der vier Sennenhundrassen. Sie sind gekennzeichnet durch schwarze Grundfarbe mit braunroten (auch Brand genannt) und weissen Abzeichen (an der Schnauze, den Pfoten, der Brust und Schwanzspitze) und ein Fell aus kurzen bis mittellangen Grannen (Oberhaar) und einer weichen Unterwolle (Unterhaar). Diese Fellart wird auch Stockhaar genannt. Die Farbe und Abzeichen sind bei allen vier Sennenhundrassen gleich. Der Grosse Schweizer Sennenhund ist nur geringfügig grösser als der Berner Sennenhund, ist aber leicht von diesem durch sein kurzes Fell zu unterscheiden. Er hat einen grossen, wuchtigen Kopf, mit leicht ausgeprägtem Stop. Die Augen sind braun, durch die Abzeichen über den Augen entsteht der Eindruck von sogenannten „doppelten Augen“. Die Ohren sind dreieckig und mittelgross. Sie hängen in der Ruhe flach am Kopf und werden bei Aufmerksamkeit nach vorne gedreht. Die Brust ist tief und breit, die Rute schwer und wird im entspannten Zustand hängend getragen, oft mit weisser Spitze.

## Verwendung

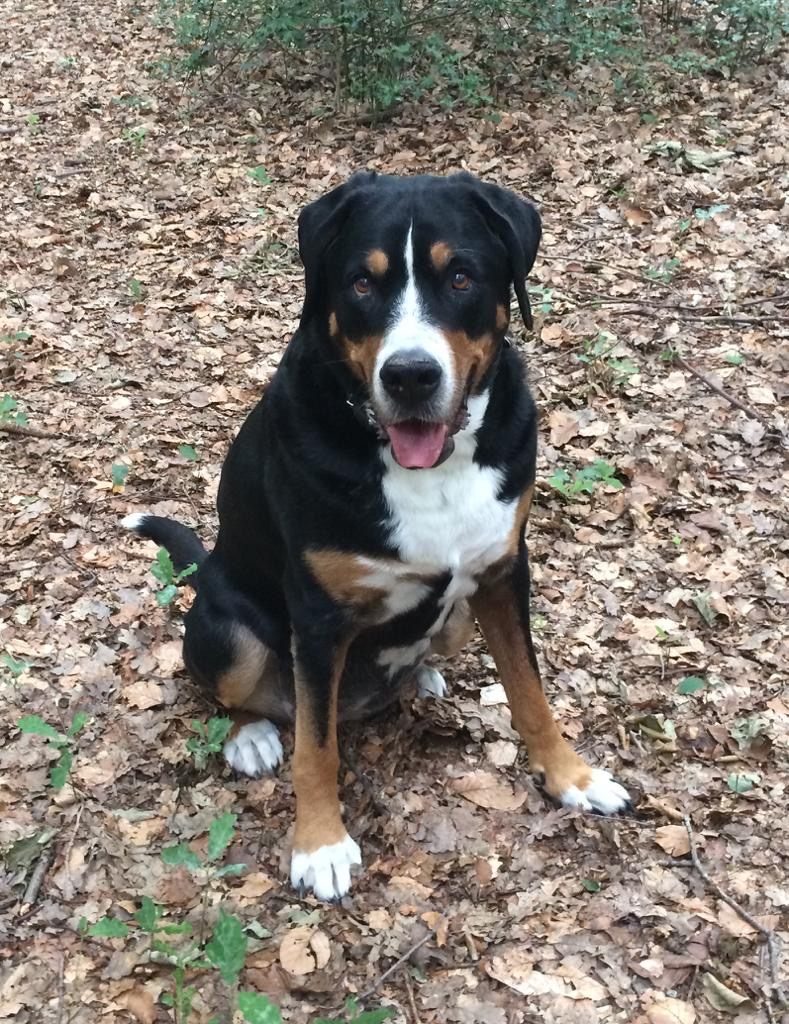
Grosser Schweizer Sennenhund (Hündin)

Der Grosse Schweizer Sennenhund ist ein klassischer Haus- und Hofhund. Er zeigt seinen Bezugspersonen gegenüber starkes Schutzverhalten. Er ist sehr wachsam und meldet Besucher, bellt aber selten ohne Grund. Vor allem in den Abendstunden und in Erschöpfungsphasen sucht er die Nähe seiner Bezugspersonen und findet bei diesen Geborgenheit (s. Bindung). Für die Zwingerhaltung ist er unter anderem auch deshalb ungeeignet. Früher wurde er als Zughund eingesetzt, er lässt sich daher auch gut trainieren, um Schlitten oder Hundewagen zu ziehen.

## Wesen
Die FCI beschreibt ihn so: Sicher, aufmerksam, wachsam und furchtlos in Alltagssituationen, gutmütig und anhänglich mit vertrauten Personen, selbstsicher gegenüber Fremden; mittleres Temperament.

## Gesundheit
Grosse Schweizer Sennenhunde sind – wenn sie aus einer guten Zucht stammen – sehr robuste und gesunde Hunde. Wie bei allen grossen Hunderassen besteht jedoch eine gewisse Anfälligkeit für Gelenkprobleme (besonders HD, Hüftgelenksdysplasie) und Magendrehung. Vereinzelt tritt auch Epilepsie auf.

## Übersicht über die verschiedenen Rassen der Schweizer Sennenhunde
Von den Schweizer Sennenhunden gibt es vier verschiedene Hunderassen (der Grösse nach geordnet, beginnend mit der grössten und schwersten Rasse): 
- Grosser Schweizer Sennenhund
- Berner Sennenhund
- Appenzeller Sennenhund
- Entlebucher Sennenhund